# Ohiki
Ohiki (jap. 尾曳 oder 尾ひき) ist eine südjapanische Zwerghuhnrasse, die zu den Langschwanzhühnern gehört. Die Rasse war anfänglich bekannt unter dem Namen Minohiki-Chabo und ist seit dem Beginn des 18. Jahrhunderts in Kōchi nachweisbar. Die Einfuhr nach Deutschland erfolgte erst in den 1990er Jahren.
Ohiki bedeutet so viel wie Schwanzschlepper, was daher kommt, dass die Hähne dieser Rasse einen sehr langen Schwanz und Sattelbehang besitzen. Ihr Gewicht liegt beim Hahn bei maximal 900 g und bei der Henne bei 750 g. Die Ringgröße des Hahnes ist 13, bei der Henne 11. Anerkannte Farbschläge sind Gold- und Silberhalsig, jedoch besitzen einige Züchter in Deutschland auch Orangehalsige Individuen.
Die Hühnerrasse ist vom Wesen her sehr zahm.